# 別の人の彼女になったよ
「別の人の彼女になったよ」（べつのひとのかのじょになったよ）は2018年8月22日にリリースされたwacciの7作目の配信限定シングル。

## 解説
当楽曲は4か月連続配信シングルの第2弾として発表された。作成のきっかけはボーカルの橋口洋平が歌の主人公のように思っている女友達の話を立て続けに聞いたことから。橋口はこの楽曲について「忘れられない恋愛より自分のための恋愛を選んだ人の少しだけ後ろを振り返る歌です」とコメントしている。
発売から長らくチャート圏外だったが、口コミで話題を呼び2019年5月ごろからチャート入り。YouTubeでのミュージックビデオ再生数は5,000万再生を超えている。
2021年6月、Billboard JAPANチャートにおけるストリーミング累計再生回数が1億回を突破した。

## ミュージック・ビデオ
2018年8月22日に公開。監督は芳賀陽平。芽生と藤江琢磨が出演。

## カバー
- 鈴木愛理 - アルバム「i」に収録。
- ジェジュン - アルバム「Love Covers II」に収録。
- 名古屋ギター女子部 - アルバム「Re:POP」に収録。
- Uru「Break／振り子」のカップリング曲として
- あさぎーにょ - YouTubeでカバー動画を公開。
- コバソロ - YouTubeでカバー動画を公開。
- そらる - YouTubeでカバー動画を公開。
- 財部亮治 - YouTubeでカバー動画を公開。
- 竹渕慶 - YouTubeでカバー動画を公開。
- テオくん（スカイピース） - YouTubeでカバー動画を公開。
- 春茶 - YouTubeでカバー動画を公開。
- Play.Goose - YouTubeでカバー動画を公開。
- まるりとりゅうが - YouTubeでカバー動画を公開。
- Non Stop Rabbit - YouTubeの「2019年ヒットソングメドレー」でカバーを公開。
- GARNiDELiA - 2022年6月3日に配信シングルとしてリリース。MVを自身の公式YouTubeチャンネルで公開。